# 1381年
| 千纪： | 2千纪 |
| 世纪： | 13世纪 \| 14世纪 \| 15世纪                                                                                   |
| 年代： | 1350年代 \| 1360年代 \| 1370年代 \| 1380年代 \| 1390年代 \| 1400年代 \| 1410年代                             |
| 年份： | 1376年 \| 1377年 \| 1378年 \| 1379年 \| 1380年 \| 1381年 \| 1382年 \| 1383年 \| 1384年 \| 1385年 \| 1386年   |
| 纪年： | 辛酉年（鸡年）；明洪武十四年；北元天元三年；越南昌符五年；日本南朝天授七年，弘和元年，北朝康曆三年，永德元年 |

## 大事记
- 正月，北元平章乃兒不花等南侵明邊境。
- 四月，明太祖第四次北伐，傅友德在灰山（今內蒙古寧城東南）大敗元軍，在北黃河（即潢河，今西遼河）俘虜北元平章乃兒不花；沐英出長城古北口（今北京密雲東北），攻取高州（今河北平泉境內）、嵩州（可能是指松州，在今內蒙古赤峰市西南）、全寧（今內蒙古翁牛特旗），渡過臚朐河（今中蒙邊境克魯倫河），俘虜北元知院李宣及其部眾。
- 明太祖敕禮部清整釋、道二教，於南京設立道籙司、僧錄司，地方則設道紀等。
- 明朝军队征服云南，中国大体上统一。
- 山海关启建。
- 英国爆發瓦特·泰勒農民起義。
- 热那亚共和國於基奧賈戰爭敗于威尼斯共和國，簽訂《杜林和議》(Peace of Turin)，熱那亞共和國被迫退出東地中海貿易。
- 杜拉佐公爵卡洛和瑪麗亞的女婿小卡洛靠著匈牙利國王拉約什大帝的支持佔領那不勒斯，並拘禁投降的亞蓋亞王妃喬萬娜一世。

## 逝世
- 6月15日——瓦特·泰勒，英国农民起义领导人（出生年月不详）
- 6月24日-宋濂